# Вало Торинезе
Вало Торинезе (итал. Vallo Torinese) је насеље у Италији у округу Торино, региону Пијемонт.
Према процени из 2011. у насељу је живело 748 становника. Насеље се налази на надморској висини од 486 м.

## Становништво
| 1931. | 1936. | 1951. | 1961. | 1971. | 1981. | 1991. | 2001. | 2011. |
| ----- | ----- | ----- | ----- | ----- | ----- | ----- | ----- | ----- |
| 653   | 671   | 611   | 565   | 604   | 668   | 721   | 734   | 785   |